# Мышкин, Иван Иванович
Ива́н Ива́нович Мы́шкин (1899, Вятка, Российская империя — 17 октября 1982 года, Киров, РСФСР, СССР) — советский терапевт, главный терапевт отдела госпиталей Кировской области, главный терапевт Кировской области, организатор медицинского обслуживания в Кировской области, талантливый врач-диагност. Автор «Записок врача».

## Биография
По собственному рассказу Ивана Ивановича, его отец был дьяконом, расстриженным из своего звания и преданным анафеме за пристрастие к астрономии. Иван родился в 1899 году, кроме него в семье росли братья Григорий и Николай, сёстры Екатерина и Лидия. В 1919 году Иван закончил Вятскую гимназию и в том же году поступил на медицинский факультет Казанского университета. Будучи студентом учился у С. С. Зимницкого, В. С. Груздева, Н. А. Геркена, А. В. Фаворского, В. Н. Воробьёва и др.